# Vélez de Benaudalla
Vélez de Benaudalla (kurz Vélez) ist ein südspanischer Ort und eine Gemeinde (municipio) mit insgesamt 3.054 Einwohnern (Stand: 2024) im Süden der Provinz Granada in der autonomen Region Andalusien.

## Lage und Klima
Die Kleinstadt Vélez de Benaudalla liegt am Río Guadalfeo westlich der Alpujarras ca. 51 km (Fahrtstrecke) südlich der Provinzhauptstadt Granada in einer mittleren Höhe von ca. 165 m; die Mittelmeerküste bei Motril ist nur etwa 20 km in südlicher Richtung entfernt. Das Klima im Winter ist gemäßigt, im Sommer eher warm bis heiß; die geringen Niederschlagsmengen (ca. 415 mm/Jahr) fallen – mit Ausnahme der nahezu regenlosen Sommermonate – verteilt übers ganze Jahr.

## Bevölkerungsentwicklung
| Jahr      | 1857 | 1900 | 1950 | 2000 | 2020 |
| Einwohner | 4369 | 3871 | 3487 | 2467 | 2890 |

Infolge der Mechanisierung der Landwirtschaft, der Aufgabe bäuerlicher Kleinbetriebe („Höfesterben“) und des daraus resultierenden Verlustes von Arbeitsplätzen ist die Einwohnerzahl der Gemeinde seit Beginn des 20. Jahrhunderts deutlich zurückgegangen. Zur Gemeinde gehört auch das ca. 16 km südöstlich gelegene Bergdorf Lagos.

## Wirtschaft
Noch in der frühen Neuzeit lebten die Bewohner des Ortes als Selbstversorger von der Erträgen ihrer Felder und Hausgärten. Es wurde auch Viehzucht (v. a. Schafe, Ziegen und Schweine) betrieben; Esel wurden als Tragtiere gehalten. Dieser Zustand änderte sich erst mit dem Ausbau der Infrastruktur im 20. Jahrhundert. Im Ort selbst haben sich Kleinhändler, Handwerker und Dienstleister aller Art angesiedelt. Auf dem Gemeindegebiet wurden überwiegend Avocado- und Mandelbäume angepflanzt.

## Geschichte

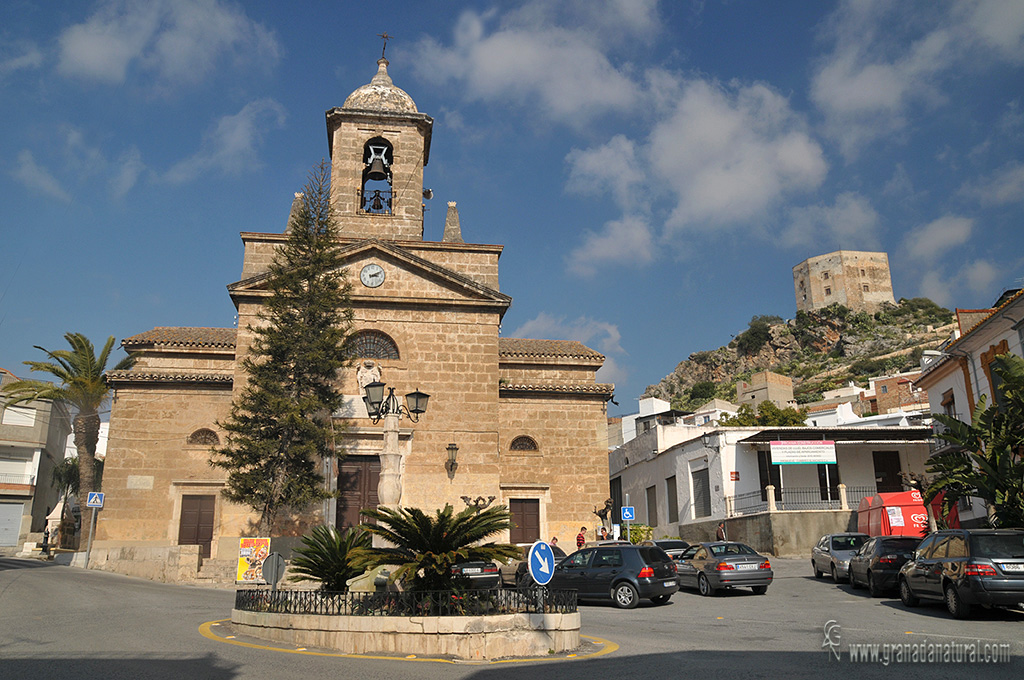
Vélez – Iglesia de Nuestra Señora de la Expectación

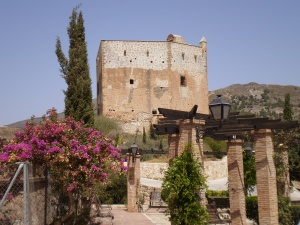
Vélez – Castillo

Prähistorische, römische und westgotische Funde fehlen. Die Gründung des Ortes erfolgte wahrscheinlich im 8. Jahrhundert durch Berber aus Nordafrika. Nach dem Ende des Kalifats von Córdoba (um 1020) übernahmen die Ziriden von Granada die Macht, die sie jedoch wenig später an die berberischen Almoraviden und Almohaden abtreten mussten. Als Teil des Emirats von Granada blieb das Bergland der Alpujarras bis zum Jahr 1490 islamisch; danach bildete es ein Rückzugsgebiet für die Morisken. Mit dem Alhambra-Edikt (1492) der Katholischen Könige begann die Vertreibung der Juden in Spanien; nach den Moriskenaufständen der Jahre 1499 bis 1501 und 1568 bis 1571 wurden die letzten Muslime zu Beginn des 17. Jahrhunderts ebenfalls ausgewiesen.

## Sehenswürdigkeiten
- Das Bild des alten Ortsteils wird bestimmt von engen Gassen mit weiß getünchten Häusern.
- Eine Burg (Castillo de los Ulloa) aus der Zeit nach der Rückeroberung (reconquista) des Ortes durch die Katholischen Könige Isabella und Ferdinand überragt den Ort.[3]
- Die im ausgehenden 18. Jahrhundert an der Stelle einer älteren Kirche aus Sandstein erbaute dreischiffige Iglesia de Nuestra Señora del Rosario beeindruckt durch ihren mittigen Glockenaufsatz.[4]
- Der Jardín Nazarí ist eine hübsche Gartenanlage am westlichen Ortsrand.[5]